# 本教寺 (米子市)
本教寺（ほんきょうじ）は鳥取県米子市岩倉町にある日蓮宗の寺院。山号は覚應山。旧本山は大本山妙顕寺(四条門流)、親師法縁。米子城を築城した古曳長門守吉種の墓所がある。

## 歴史
天正年間（1573年‐1592年）頃米子城城主古曳吉種が母の追善供養のために米子城城内に建立した仏堂浄昌寺が起源。と云う。朝鮮出兵で古曳吉種が戦死すると吉川広家によって灘町北東にある高砂山付近へ移転された。本教寺と改称したのもこの頃という。その後米子城下の整備により現在地に移転した。

## 境内
- 山門
- 本堂

## 歴代・関連人物
- 古曳吉種（開基檀越）

## アクセス
- 後藤駅から800メートル
- 富士見町駅から800メートル